# Soulvache

Soulvache este o comună în departamentul Loire-Atlantique, Franța. În 2009 avea o populație de 398 de locuitori.